# Bătălia de la Kilkis-Lahanas
Bătălia de la Kilkis-Lachanas  a avut loc în timpul celui de-al doilea război balcanic între Grecia și Bulgaria pentru orașul Kilkis din Macedonia Centrală (acum în Grecia). Lupta a durat trei zile între 19 și 21 iunie 1913 și s-a încheiat cu o victorie a grecilor. Ca urmare a bătăliei, orașul Kilkis (în bulgară Кукуш, Kukuș) a fost ars, iar populația bulgară a fugit în Bulgaria.

## Context
În noaptea de 16-17 iunie 1913, bulgarii, fără o declarație oficială de război, și-au atacat foștii aliați greci și sârbi și au reușit să evacueze sârbii din Ghevghelia, împiedicând astfel comunicațiile dintre sârbii și grecii aliați. Cu toate acestea, ei nu au reușit să-i împingă pe sârbi dincolo de linia râului Vardar/Axios. După respingerea atacului inițial bulgar din 17 iunie, armata greacă, condusă de regele Constantin I, a avansat cu 8 divizii și o brigadă de cavalerie, în timp ce bulgarii sub conducerea generalului Nikola Ivanov s-au retras în poziția defensivă naturală a liniei Kilkis - Lachanas. 

## Conflict
Armata a 2-a Bulgară condusă de generalul Nikola Ivanov a apărat o linie a frontului care se întindea de la Lacul Doiran în sud-est până la Kilkis, Lachanas, Serres și apoi peste Dealurile Pangaion la Marea Egee. Armata a fost instalată acolo din mai, ea era formată din veterani care au luptat în asediul Adrianopolului în primul război balcanic. La 16 iunie 1913 avea aproximativ 75.076 de bărbați și 175 de tunuri în 57 de batalioane de infanterie, 10 escadroane de cavalerie și 37 de baterii.  Generalul Ivanov a afirmat, după război, că armata sa era formată numai din 36.000 de oameni, dintre care 20.000 erau „încă neinstruiți” și că multe dintre unitățile sale erau slăbite. Statul Major al Greciei a supraestimat considerabil numărul bulgarilor, socotind că armata acestora în zonă avea un număr total de 80.000 - 105.000 de oameni. Chiar dacă generalul Ivanov probabil că a subestimat numărul soldaților săi, el s-a confruntat însă cu un dușman grec mult mai numeros.
Armata greacă, comandată de regele Constantin I, a avut 8 divizii și o brigadă de cavalerie (un total de 117.861 bărbați), cu 176 de tunuri de artilerie   pe o linie a frontului lungă de la Golful Orfanos până în zona Ghevghelia, deoarece nu era posibil ca înaltul comandament grec să prezică unde va avea loc atacul bulgar, oferind, prin necesitate, armatei bulgare posibilitatea de a se bucura de superioritate locală temporară la alegerea zonei de atac. Planurile grecești au fost defensive, așteptându-se un atac bulgar spre Salonic. Ca atare, acesta a fost întărit de către noul comandant al fortăreței din Salonic. Diviziile grecești desfășurate au avut ordinul de a permite bulgarilor să atace mai întâi și, în timp ce apărau pozițiile cât mai bine, armata greacă să-și concentreze restul unităților pentru un contraatac pe flancul bulgar, care era considerat cel mai slab. Ordinul militar grec a fost ca Divizia 10 de Infanterie să ocupe zona din jurul orașului Axioupoli, iar o parte a Armatei (desființată când a început războiul) cu diviziile a 3-a și a 5-a desfășurate în zona dintre râurile Axios și Gallikos, divizia a 4-a între râul Gallikos și autostrada Thessaloniki-Serres,  divizia 1-a între lacurile Langada și Volvi și divizia a 7-a între Lacul Volvi și Golful Orphanos. Diviziile a 2-a și a 6-a au fost ținute ca rezerve la nord de Salonic, în timp ce brigada de cavalerie a fost amplasată în suburbia Sindos din vestul Salonicului.
La 15 iunie, armata bulgară a primit ordin să avanseze spre Salonic. Grecii i-au oprit și până la 18 iunie a fost emis un ordin pentru contraatacul general pentru a doua zi. Divizia a 10-a a atacat spre culmile Kallinovo, la nord de lacul Artzan, diviziile a 3-a, a 5-a, a 4-a și a 2-a au atacat în zona Kilkis, a 6-a și 1-a spre Lachanas, iar a 7-a spre șaua Karakoli și Nigrita. Brigada de cavalerie a operat între divizia a 10-a și divizia a 3-a.

### Kilkis

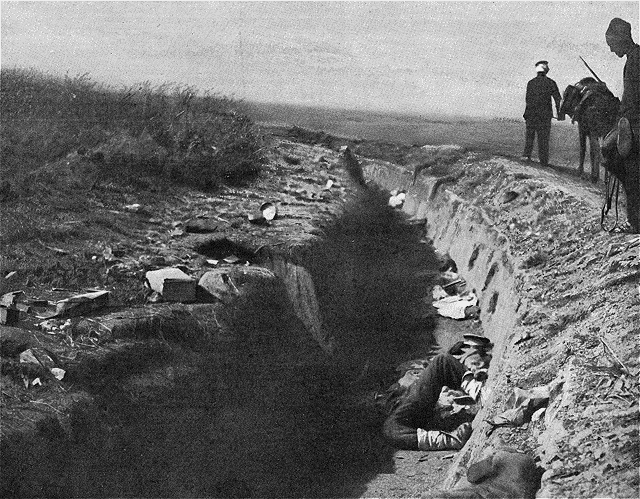
Tranșee ale trupelor bulgare după bătălia de la Kilkis

La Kilkis, bulgarii au construit din timp o apărare puternică, inclusiv cu arme otomane capturate, care dominau câmpia de dedesubt. Zona a fost apărată de divizia a 3-a bulgară, fără prima sa brigadă (1-a). Kilkis însuși era apărat de brigada a 2-a (condusă de colonelul Ribarov) formată din 8 batalioane și susținută de mai multe baterii de artilerie. Împotriva acestora au atacat 38 de batalioane grecești cu 100 de tunuri. A treia brigadă (condusă de colonelul Kavarnaliev) a acoperit sectorul dintre Lacul Doiran și Lacul Artzan. După izbucnirea ostilităților, întăririle au început să ajungă în partea bulgară, inițial sub forma celui de-al 10-lea regiment de cavalerie care acoperea flancurile poziției Kilkis, și brigada Serres, care s-a urcat în trenuri la 18 iunie (stil vechi). 
Diviziile grecești au atacat prin câmpie sub focul de artilerie al bulgarilor. În 19 iunie, au depășit toate liniile bulgărești de apărare, dar au suferit pierderi grele, deoarece artileria bulgărească a tras neîncetat cu mare precizie, datorită poziției sale excelente de pe dealurile din Kilkis. Numai divizia a 5-a a suferit în această zi aproximativ 1.275 de pierderi omenești. La 20 iunie, în ciuda faptului că au atacat cu toate forțele și au avansat în mod constant, grecii nu au reușit să treacă de apărarea bulgară. Brigada greacă de cavalerie a observat întăriri bulgare care soseau pe calea ferată. Drept urmare, comandamentul grec a ordonat ca ofensiva să continue a doua zi dimineață, în timp ce a ordonat diviziei a 10-a să nu mai lupte cu inamicul de la Kallinovo și să-și trimită forțele spre sud pentru a participa la luptele de la Kilkis și diviziilor 1-a și a 6-a (angajate în acel moment în direcția Lachanas) să creeze un detașament puternic de 6 batalioane, plus artileria montană pentru a întări forțele care atacă Kilkis pe flancuri în ziua următoare. Acționând sub ordinul anterior al comandamentului care a cerut cucerirea orașului Kilkis  în noaptea de 20 iunie, divizia a 2-a a atacat singură în aceea noapte. În noaptea de 20-21 iunie, în urma unui schimb de focuri de artilerie, două regimente din divizia a 2-a au traversat râul Gallikos și au atacat în forță succesiv prima linie, a doua linie și a treia linie defensivă a bulgarilor și au intrat în orașul Kilkis în dimineața zilei de 21 iunie. Dimineața, restul diviziilor s-au alăturat atacului, iar bulgarii s-au retras în nord, unde grecii i-au urmărit, dar datorită epuizării, au permis bulgarilor să scape. În cele trei zile de luptă din jurul orașului Kilkis, grecii au suferit pierderi grele, de 5.652 de morți și de răniți. Alți 276 de morți și răniți a avut divizia a 10-a, care a capturat Gevgelia pe 20 iunie și dealurile de la Kallinovo în după-amiaza zilei de 21 iunie. Aproximativ 500 de soldați bulgari, 3 tunuri și o mulțime de puști au fost capturate.

### Lachanas
Ca și în zona din Kilkis, bulgarii au pregătit defensiv și zona Lachanas. Dealurile din jurul orașului Lachanas au dominat câmpul de luptă cu zone excelente de amplasare a artileriei. 
Divizia a 6-a greacă a atacat pe 19 iunie dinspre Assiros (Yuvesna) spre direcția Lachanas și a reușit, după ce a pierdut aproximativ 530 de oameni, să cucerească linia Dichalo-Klepe. Divizia 1-a a avansat dinspre sud și a capturat cu succes Vertizos. La 20 iunie, cele două divizii grecești au avansat și flancurile lor s-au unit în timp ce au intrat în contact cu principala locație defensivă de la Lachanas, în ciuda focului bulgar de artilerie. În noaptea de 20-21 iunie a sosit ordinul de la înaltul comandament de a se creea un detașament pentru a ține forțele care atacau Klkis și s-au dat ordinele relevante. În dimineața zilei de 21 iunie, focul bulgar de artilerie s-a concentrat asupra regimentului 5. Observând retragerea batalionului III, pentru a participa la formarea noului detașament pentru Kilkis, bulgarii au văzut o oportunitate și au atacat batalionul I, forțându-l să se retragă cu pierderi grele. Un contraatac cu batalionul II condus de comandantul regimentului a oprit bulgarii. După căderea orașului Kilkis dimineața, ordinul de formare a detașamentului a fost anulat. La ora 15:00, cele două divizii grecești au atacat poziția bulgară în strânsă coordonare cu artileria și, până la ora 16:00, au trecut de apărarea bulgară, care părea surprinsă după succesul său de dimineață în fața regimentului 5 al batalionului I grec. Bulgarii s-au retras în dezordine, lăsând în mâinile grecilor 16 tunuri și 500 de prizonieri.
Între timp, divizia a 7-a greacă a dus lupte pe flancul dinspre est. La 19 iunie a reușit să captureze cu succes șaua din Karakoli, totuși la 20 iunie, chiar dacă nu s-a confruntat cu nici o rezistență, a avansat încet spre Nigrita, pe care a capturat-o. O forță bulgară formată din personalul regimentului și un batalion a avansat agresiv spre Karakoli. A fost înconjurată și astfel s-au predat 10 ofițeri și 1500 de soldați. La 21 iunie divizia a 7-a greacă a continuat să avanseze lent. Chiar dacă a fost informată despre înfrângerea și retragerea bulgară de pe podul Orliako, coloanele sale au avansat prea lent pentru a bloca bulgarii. Divizia a fost foarte criticată pentru eșecul său inacceptabil.
Cele două divizii grecești au avut 2.701 de morți și răniți la Lachanas, iar divizia a 7-a a suferit alte 199 de pierderi în luptele sale.  

## Urmări

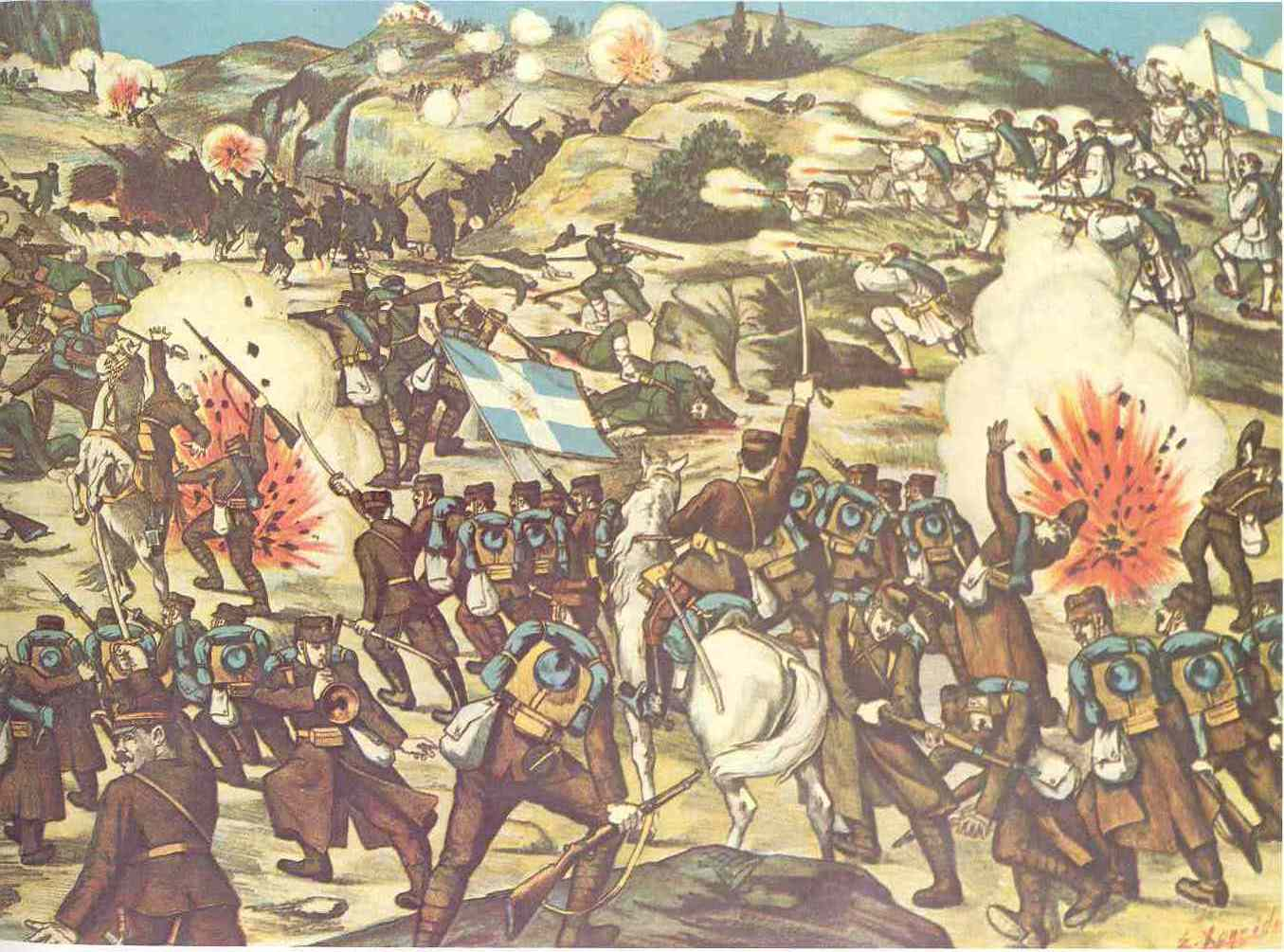
Litografie greacă a bătăliei de la Lachanas

Înfrângerea Armatei a 2-a Bulgare de către greci a fost cel mai grav dezastru militar suferit de bulgari în timpul celui de-al doilea război balcanic. Sursele bulgare dau un total de 6.971 morți. La greci pierderile au fost de 8.828 de morți. Trupele de infanterie Evzones au capturat Gevgelija și înălțimile Matsikovo. Drept urmare, linia bulgară de retragere prin Doiran a fost amenințată, iar armata lui Ivanov a început o retragere disperată, care uneori era la un pas să devină o debandadă. Întăririle au venit prea târziu și s-au alăturat trupelor în retragere spre Strumica și granița cu Bulgaria. Grecii au capturat Doiran pe 5 iulie, dar nu au reușit să oprească retragerea bulgară prin Pasul Struma. Pe 11 iulie, grecii au intrat în contact cu sârbii și apoi au urcat pe râul Struma până când au ajuns la Cheile Kresnei pe 24 iulie. 
Pierderile și victimele bătăliei au fost cele mai grele din istoria militară modernă a Greciei. Cu toate acestea, a fost un triumf pentru greci și a amplificat popularitatea noului rege. Datorită importanței sale pentru greci, bătălia de la Kilkis a dat numele unei nave de luptă grecești, Kilkis. Aceasta era nava de război USS Mississippi (prima din clasa Mississippi) primită din partea Statelor Unite ale Americii.
Lupta este, de asemenea, comemorată de Muzeul Militar din Kilkis și de Muzeul Militar din Lahanas.